# Accounts of Chemical Research
『Accounts of Chemical Research』（略称：Acc. Chem. Res.）は、1968年に創刊された、アメリカ化学会が発行する査読付き科学学術雑誌であり、化学及び生化学に関する応用研究の総括が掲載される。
編集責任者は、ユタ大学のCynthia J. Burrowsが務める。
トムソン・ロイター社によるJournal Citation Reportsによると、2014年のインパクトファクターは22.003である。